# Palindiona magdalensis
Palindiona magdalensis är en fjärilsart som beskrevs av Bar. 1876. Palindiona magdalensis ingår i släktet Palindiona och familjen nattflyn. Inga underarter finns listade i Catalogue of Life.